# Liparis purpureoviridis
Liparis purpureoviridis är en orkidéart som beskrevs av Isaac Henry Burkill och Richard Eric Holttum. Liparis purpureoviridis ingår i släktet gulyxnen, och familjen orkidéer. Inga underarter finns listade i Catalogue of Life.